# Syzygium pullei
Syzygium pullei är en myrtenväxtart som beskrevs av Friedrich Ludwig Diels. Syzygium pullei ingår i släktet Syzygium och familjen myrtenväxter. Inga underarter finns listade i Catalogue of Life.